# Les Grands Frères
Les Grands Frères ou Des gars modèles au Québec (Role Models) est une comédie américano-allemande réalisée par David Wain sorti en 2008.

## Synopsis
Danny et Wheeler, deux VRPs immatures, saccagent le camion de leur employeur au terme d'une énième journée passée à promouvoir une boisson énergisante auprès d'adolescents. Le juge leur donne le choix : la prison ou cent cinquante heures de travaux communautaires dans une association à but pédagogique. Après leur première rencontre avec les jeunes dont ils doivent s'occuper, un timide adolescent de seize ans obsédé par les jeux de rôles médiévaux et un autre aux manières de charretier, la prison ne semble peut-être pas une si terrible option. Quand enfin Sweeny, la directrice de l'association, une ancienne droguée, leur donne un ultimatum, Danny et Wheeler sont obligés d'adapter leur « immaturité adulte » dans l'intérêt de leurs élèves. S'ils passent avec succès leur période de sursis, les pires éducateurs offriront la preuve que l'idiot du village peut parfois se révéler un bon pédagogue.

## Fiche technique
- Titre français : Les Grands Frères
- Titre original : Role Models
- Titre québécois : Des Gars Modèles
- Réalisation : David Wain
- Scénario : Paul Rudd, David Wain, Ken Marino, Timothy Dowling (de), d'après une histoire de  Timothy Dowling (de), William Blake Herron (en)
- Décors : Stephen J. Lineweaver
- Costumes : Molly Maginnis
- Photographie : Russ T. Alsobrook
- Montage : Eric Kissack
- Musique : Craig Wedren
- Sociétés de production : Universal PicturesRelativity Media, Stuber/Parent, Internationale Filmproduktion Stella-del-Süd, New Regency Pictures, WideAwake
- Distribution : États-Unis : Universal Pictures, France : Universal Pictures International (UPI)
- Budget : 28 000 000 -$
- Pays d'origine : États-Unis, Allemagne
- Langue : anglais
- Genre : Comédie
- Durée : 99 minutes en version intégrale et 101 minutes en version non censurée
- Date de sortie : 2008

## Distribution
- Paul Rudd (VF : Cédric Dumond, VQ : Patrice Dubois) : Danny Donohue
- Seann William Scott (VF : Jérôme Pauwels, VQ : Nicolas Charbonneaux-Collombet) : Anson Wheeler
- Christopher Mintz-Plasse (VF : Arthur Pestel, VQ : Sébastien Reding) : Augie Farks
- Bobb'e J. Thompson (VF : Anton Coulpier, VQ : Léo Caron) : Ronnie Shields
- Elizabeth Banks (VF : Laura Blanc, VQ : Viviane Pacal) : Beth
- Jane Lynch (VF : Laurence Crouzet, VQ : Claudine Chatel) : Gayle Sweeny
- Ken Jeong (VF : Stéphane Miquel, VQ : Michel M. Lapointe) : Argotron
- Ken Marino (VF : Nessym Guetat, VQ : Gilbert Lachance) : Jim Stansel
- Kerri Kenney-Silver (VQ : Marie-Andrée Corneille) : Lynette Farks
- A. D. Miles (en) (VF : Taric Mehani, VQ : François Sasseville) : Martin Gary
- Joe Lo Truglio (VQ : Louis-Philippe Dandenault) : Michael Kuzzik
- Vincent Martella (VQ : Gabriel Lessard) : Martonius Kuzzik
- Matt Walsh (VF : Yann Guillemot, VQ : Jean Harvey) : Davith de Glencracken
- Nicole Randall Johnson (VQ : Valérie Gagné) : Karen Shields
- Amanda Righetti : Isabel

## Autour du film
- Les Grands frères est le premier film réalisé par David Wain à sortir en salles en France.
- Pour compenser l'insuccès du film au cinéma, il a été retitré Mission 95C (avec Les Grands Frères en sous-titre) pour sa sortie DVD en France, soulevant de vives critiques sur ce choix dénaturant le but du film et manifestement visé à plutôt séduire les fans de la série American Pie à laquelle Seann William Scott a participé[1],[2].